# 曼谷大橋

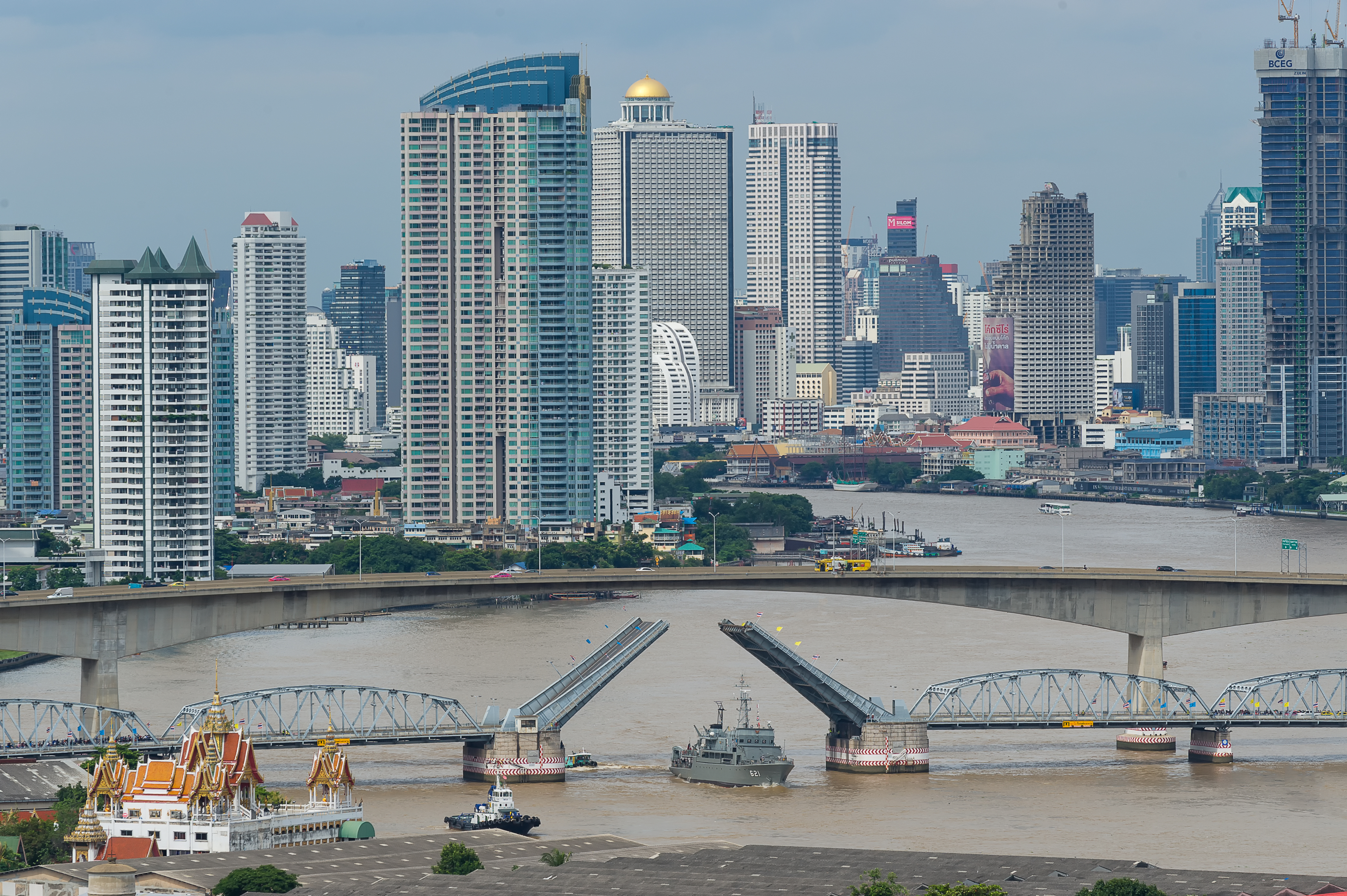
曼谷大橋（下方打開的橋樑）

曼谷大橋（泰語：สะพานกรุงเทพ）泰國曼谷橋樑，横跨湄南河。桥身长六百米。建成於1959年。橋上建有四線行車通道，亦通鐵路。

## 外部网站
- 曼谷大橋介紹。